# 小行星23204
小行星23204（23204 Arditkroni）是一颗绕太阳运转的小行星，为主小行星带小行星。该小行星于2000年9月20日发现。

## 轨道参数
小行星23204的轨道半长轴为348 127 593 km，2.3270561 UA，离心率为0.137。